# 曼塞洛納 (密歇根州)
曼塞洛納（英語：Mancelona）是位於美國密歇根州安特里姆縣的一個村。

## 人口
根據2020年美國人口普查的數據，曼塞洛納的面積為2.60平方千米，當中陸地面積為2.60平方千米，而水域面積為0.00平方千米。當地共有人口1344人，而人口密度為每平方千米516人。